# Linda Thompson (chanteuse)
Pour les articles homonymes, voir Linda Thompson et Thompson.
Linda Thompson, née Linda Pettifer le 23 août 1947 à Londres est une chanteuse britannique de folk rock, mère de Teddy Thompson.

## Biographie
Elle commence à chanter dès 1966 dans des pubs sous le nom de Linda Peters et se fait remarquer en chantant dans une publicité avec Manfred Mann et en partageant certaine scènes dans les cafés avec Sandy Denny. 
En 1968, elle enregistre un titre de Bob Dylan chez MGM Records, You Ain't Going Nowhere, avec Paul McNeill et en 1969, toujours avec lui, le titre de John D. Loudermilk, You're Taking My Bag. 
Elle rencontre Richard Thompson en 1969 qu'elle épouse en 1972. Ils forment le groupe Richard and Linda Thompson en 1974 et sortent l'album I Want to See the Bright Lights Tonight. 
Après avoir perdu sa voix au début des années 1980 par dysphonie spasmodique et divorcé de Richard en 1983, elle revient en solo en 1984. Sa maladie vocale l'éloigne de nouveau de la scène dès 1987 et, abandonnant la musique, elle ouvre un commerce de bijoux. 
Après la sortie d'une compilation d'anciennes chansons en 1996, Dreams Fly Away et la mort de sa mère en 1999, elle décide de reprendre le chant et essaie des traitements pour sa maladie comme l'injonction de botox dans sa gorge. Elle parvient alors à enregistrer le titre Give Me a Sad Song en 2001 qui est reçu positivement par la critique. En 2002, elle sort un nouvel album Fashionably Late avec son fils Teddy Thompson et sa fille Kamila. Son ancien mari apparaît aussi brièvement sur l'album.

## Discographie

### Avec Richard Thompson
- I Want to See the Bright Lights Tonight (1974)
- Hokey Pokey (1975)
- Pour Down Like Silver (1975)
- First Light (1978)
- Sunnyvista (1979)
- Shoot Out the Lights (1982)
- In Concert 1975 (sorti en 2007)

### En solo
- One Clear Moment (1985)
- Fashionably Late (2002)
- Versatile Heart (2007)
- Won't Be Long Now (2013) (76e du Billboard 200[1])

### Compilations
- Dreams Fly Away (1996)
- Give Me a Sad Song (2001)

### Singles (avec Richard Thompson)
- I Want to See the Bright Lights Tonight / When I Get to the Border (1974)
- Hokey Pokey / I'll Regret It in the Morning (1975)
- Don't Let a Thief Steal into Your Heart / First Light (1978)
- Georgie on a Spree / Civilisation (1979)
- Don't Renege on Our Love / Living in Luxury (1982)